# .td
.td је највиши Интернет домен државних кодова (ccTLD) за Чад.